# Azocomposto

Um azo-composto típico, 4-hidroxifenilazobenzeno

Azocompostos são compostos químicos que carregam o grupo funcional R-N=N-R', em que R e R' podem ser tanto uma arila ou alquila. O grupo N=N é chamado de azo.  Muitos dos derivados mais estáveis contêm duas ou mais arilas devido ao deslocamento de elétrons. É por causa desse deslocamento que muitos azo-compostos possuem sua coloração típica, sendo, então, usados como tinturas e corantes (no caso, chamados corantes azóicos)

## Alguns compostos
- Amarelo de metilo
- Vermelho de metila
- Alaranjado de metila